# Twinworld
Twinworld – Land of Vision ist ein Computerspiel von Blue Byte (verlegt von Ubisoft), das auf dem Commodore 64, Amstrad CPC, Acorn Archimedes, Amiga und dem Atari ST erschien.

## Allgemeines
Twinworld ist ein Jump-’n’-run-Spiel, das in einer Fantasiewelt spielt. Der Charakter, Ulopa, ist ein Prinz und der einzige Überlebende der königlichen Cariken-Familie. Ulopa muss 23 Level durchqueren, um das gestohlene Amulett zu finden und dem Bösewicht Maldur gegenüberzutreten.
Die 23 Levels sind in fünf „Welten“ eingeteilt, die sich durch ein unterschiedliches Design auszeichnen:
- eine „normale“ Landschaft, in der zwischen Ober- und Unterwelt (Höhlen) gewechselt werden kann
- der Wald (Dark forest)
- eine mittelalterliche Festung
- der Sumpf
- und schließlich der Tempel von Maldur

Die ersten vier Welten bestehen aus jeweils 5 Levels, während Maldurs Tempel aus 3 Levels besteht, eines davon ist die Gegenüberstellung mit Maldur.
Das Gameplay in Twinworld ist relativ einfach und vergleichbar mit jenem anderer Jump ’n’ Runs aus den 80er- und 90er-Jahren. Um ein Level zu beenden, muss Ulopa ein Teil des gestohlenen Amuletts finden und damit durch die Ausgangstür gehen.
Twinworld ist noch heute für seine Grafiken, jedoch insbesondere für die Musik bekannt. Diese wurde von Haiko Ruttmann komponiert.

## Welten und Levels
Twinworld besteht aus fünf „Welten“.

### Caves
Die erste Welt besitzt im Spiel keinen Namen, wird aber im Allgemeinen als The Caves bezeichnet, weil innerhalb dieser Welt zwischen Ober- und Unterwelt (Höhlen) gewechselt wird. Innerhalb der Höhlen existieren weitere Tunnel, die zur Oberwelt oder zu anderen Teilen der Unterwelt führen. Innerhalb der Höhlen kann Ulopa Diamanten sammeln.
Innerhalb dieser Welt wird Ulopa umgebracht, wenn er von den Felsen fällt (anstatt in die Höhlen zu gelangen).

### Dark Forest
Dark Forest (der dunkle Wald) besteht aus Bäumen, die die zehnfache Größe von Ulopa besitzen. Im Gegensatz zum vorherigen Level fällt Ulopa zurück in den unteren Teil der Bäume, wenn er aus dem oberen Teil fällt. Er wird allerdings bei zu großen Höhen umgebracht. Um Bonuspunkte zu erhalten, kann Ulopa in dieser Welt Früchte und Blumen sammeln.
Im Dark Forest gibt es zwei neue Extras: Das Auge (Unverwundbarkeit) und der Regenschirm (Unfallfreies Fallen aus größeren Höhen).

### Blackthorn
Blackthorn ist eine Festung mit einem Wassergraben. Wie in den vorherigen Welten kann Ulopa mit Hilfe von Türen zwischen Festung und Wassergraben wechseln. In Blackthorn kann Ulopa ebenfalls Diamanten sammeln.
Der Wassergraben ist der einzige mit Wasser gefüllte Teil des Spiels. Ulopa bewegt sich in Wasser langsamer, wenngleich er weiterhin springen kann. Im Wassergraben erscheinen verschiedene Fischarten als Gegner.

### Swamps of Montain
Swamps of Montain (der Sumpf) ist eine Landschaft, die der ersten Welt sehr ähnlich ist. In diesem Fall führt der Fall vom Rand einer Plattform aber in die Goldminen, die sich unterhalb des Sumpfes befinden. Im Sumpf kann Ulopa Blumen und Früchte sammeln, in den Minen Gold.

### Maldurs Tempel
Maldurs Tempel besteht nur aus drei Levels, wobei nur zwei normale Levels darstellen, während das dritte die Gegenüberstellung mit Maldur persönlich darstellt.